# Wola Branecka
Wola Branecka – wieś w Polsce położona w województwie mazowieckim, w powiecie białobrzeskim, w gminie Promna.
W latach 1975–1998 miejscowość administracyjnie należała do województwa radomskiego.
Wieś jest sołectwem w gminie Promna. 